# 細穴麗魚
細穴麗魚（学名：Chetia gracilis），為輻鰭魚綱鱸形目隆頭魚亞目慈鯛科的其中一種，分布於非洲Cutato河淡水、半鹹水流域，體長可達11.8公分，棲息在中底層水域，生活習性不明。
其种加词来源于拉丁文“gracilis”，意为“纤细的”。